# NCAA Division I Cross Country Championships 2020
Die NCAA Division I Cross Country Championships 2020 wurden am 15. März 2021 auf dem Crosslauf-Kurs der Oklahoma State University in Stillwater, Oklahoma, ausgetragen. Es war die 82. Austragung der Meisterschaften bei den Männern und die 40. Austragung bei den Frauen. Der Wettbewerb fand aufgrund der COVID-19-Pandemie anstatt des üblichen Termins im November erst im März des Folgejahres statt und damit nur zwei Tage nach dem Ende der NCAA-Hallenmeisterschaften.
Die Streckenlängen betrugen ca. 6 km bei den Frauen und ca. 10 km bei den Männern. Bei den Frauen gewann die Kenianerin Mercy Chelangat von der University of Alabama, während die Brigham Young University in der Teamwertung vorne lag. Bei den Männern siegte der ebenfalls der Brigham Young University angehörende Conner Mantz. Hier war die Teamwertung zum vierten Mal innerhalb der letzten fünf Austragungen Beute der Northern Arizona University.

## Ergebnisse

### Männer

#### Einzel
| Platz | Athlet             | Universität      | Zeit (min) |
| ----- | ------------------ | ---------------- | ---------- |
| 1     | Conner Mantz       | BYU              | 29:26,1    |
| 2     | Adriaan Wildschutt | Florida State    | 29:48,2    |
| 3     | Wesley Kiptoo      | Iowa State       | 29:54,9    |
| 4     | Nico Young         | Northern Arizona | 29:58,3    |
| 5     | Patrick Dever      | Tulsa            | 30:00,0    |
| 6     | Blaise Ferro       | Northern Arizona | 30:02,0    |
| 7     | Abdihamid Nur      | Northern Arizona | 30:05,3    |
| 8     | Isai Rodriguez     | Oklahoma State   | 30:08,3    |
| 9     | Luis Grijalva      | Northern Arizona | 30:10,2    |
| 10    | Danny Kilrea       | Notre Dame       | 30:11,5    |

#### Team
| Platz | Universität und Athleten                                                                                      | Gesamtpunktzahl und Einzelplatzierung |
| ----- | --- | ------------------------------------- |
| 1     | Northern Arizona Nico Young Blaise Ferro Abdihamid Nur Luis Grijalva Brodey Hasty Drew Bosley Ryan Raff       | 060 03 05 06 08 038 054 129           |
| 2     | Notre Dame Danny Kilrea Dylan Jacobs Andrew Alexander Jake Renfree Yared Nuguse Joshua Methner Kevin Salvano  | 087 09 018 019 020 021 031 193        |
| 3     | Oklahoma State Isai Rodriguez Alex Maier Ryan Smeeton Victor Shitsama Kevin Mulcaire Jonas Price Ryan Schoppe | 142 07 015 023 030 067 158 194        |
| 4     | Arkansas | 181                                   |
| 5     | Stanford | 194                                   |
| 6     | Tulsa | 237                                   |
| 7     | BYU | 254                                   |
| 8     | Iowa State | 265                                   |
| 9     | Southern Utah                                                                                                 | 270                                   |
| 10    | Iona | 311                                   |

### Frauen

#### Einzel
| Platz | Athletin         | Universität      | Zeit (min) |
| ----- | ---------------- | ---------------- | ---------- |
| 1     | Mercy Chelangat  | Alabama          | 20:01,1    |
| 2     | Taylor Roe       | Oklahoma State   | 20:06,7    |
| 3     | Amaris Tyynismaa | Alabama          | 20:10,2    |
| 4     | Mahala Norris    | Air Force        | 20:11,8    |
| 5     | Hannah Steelman  | NC State         | 20:14,9    |
| 6     | Taryn O’Neill    | Northern Arizona | 20:23,0    |
| 7     | Summer Allen     | Weber State      | 20:23,3    |
| 8     | Bethany Hasz     | Minnesota        | 20:25,2    |
| 9     | Kelsey Chmiel    | NC State         | 20:26,4    |
| 10    | Ella Donaghu     | Stanford         | 20:26,7    |

#### Team
| Platz | Universität und Athletinnen                                                                                         | Gesamtpunktzahl und Einzelplatzierung |
| ----- | --- | ------------------------------------- |
| 1     | BYU Anna Camp Aubrey Frentheway Whittni Orton Sara Musselman McKenna Lee Haley Johnston Lexy Halladay-Lowry         | 096 09 012 014 027 034 092 151        |
| 2     | NC State Hannah Steelman Kelsey Chmiel Katelyn Tuohy Dominique Clairmonte Savannah Shaw Mariah Howlett Julia Zachgo | 161 04 07 020 051 079 101 189         |
| 3     | Stanford Ella Donaghu Julia Heymach Jessica Lawson Christina Aragon Lucy Jenks Zofia Dudek Grace Connolly           | 207 08 011 045 070 073 125 148        |
| 4     | Michigan State | 212                                   |
| 5     | Minnesota | 239                                   |
| 6     | New Mexico | 274                                   |
| 7     | Colorado | 279                                   |
| 8     | Alabama | 280                                   |
| 9     | Boise State | 304                                   |
| 10    | Arkansas | 316                                   |